# Tudela de Calandagán
Tudela es un barrio rural   del municipio filipino de cuarta categoría de Araceli perteneciente a la provincia  de Paragua en Mimaro,  Región IV-B.
En 2007 Tudela contaba con 2.205 residentes.

## Geografía
El municipio insular de Araceli se encuentra situado en isla de Dumarán,  ocupando la parte nordeste de la isla, separado por el canal de Dumarán de la isla de  La Paragua, considerada continental.
Linda al norte con la bahía de Bentouán;  al sur y oeste con el municipio de Dumarán; y al este con Mar de Joló frente a las islas de Dalanganem.
Este barrio lo forma un grupo de islas situadas a levante, 27 kilómetros al nordeste de la Población. Grupo formado por dos islas principales que son Maducang y Calandagán donde se encuentra la Población y varios islotes: Cauayán, Anás, Nasalet y Casirahán.

### Demografía
El barrio  de Tudela contaba  en mayo de 2010 con una población de 2.237 habitantes, siendo tras la Población el más poblado del municipio.

## Historia
La misión de Dumarán formaba parte de la provincia española de  Calamianes, una de las 35 del archipiélago Filipino, en la parte llamada de Visayas. Pertenecía a la audiencia territorial  y Capitanía General de Filipinas, y en lo espiritual a la diócesis de Cebú.